# Emanuela Loi
Emanuela Loi (Cagliari, 9 de octubre de 1967-Palermo, 19 de julio de 1992) fue una agente de policía italiana, fallecida en la masacre de la calle D’Amelio (atentado de la organización criminal cosa nostra al abogado Paolo Borsellino). Formó parte del servicio de escolta en Italia. Además, fue una de las primeras mujeres policía, y la primera mujer agente de la policía estatal fallecida durante el servicio. El 5 de agosto de 1992 se le concedió póstumamente la Medalla de oro al valor civil por la dedicación y la valentía que contrajo durante su servicio hasta el momento en el que sacrifico su propia vida.

## Biografía
Nació en Cagliari en octubre de 1967, siendo residente en Sestu. Tras haber obtenido su diploma de Bachillerato, entró en la policía estatal en 1989 y frecuento el 119° curso de la escuela Allievi Agenti di Trieste. Siguió los pasos de su hermana María Claudia, la cual no fue admitida finalmente. Se mudó a Palermo dos años después. Se estableció en el complejo de Tri Torri en Viale del Fante, destinado para la policía y carabinieri. Le adjudicaron la vigilancia de Villa Pajno, en casa del honorable Sergio Mattarella, la escolta de la senadora Pina Maisano Grassi y la vigilancia del jefe Francesco Madonia. 
En junio de 1992, se le encomienda escoltar a Paolo Borsellino. Emmanuela no tuvo miedo del encargo que recibió, hasta tal punto que consiguió tranquilizar a sus padres diciéndoles que no le pasaría nada, a sabiendas de lo sucedido previamente en la masacre de Capaci. El 19 de julio de 1992, fallece siendo escolta del magistrado Paolo Borsellino durante el cumplimiento de su deber, siendo víctima de la masacre de la calle D’Amelio en Palermo. Junto a ella perdieron la vida, además de Paolo Borsellino, sus compañeros Walter Eddie Cosina, Agostino Catalano, Claudio Traina y Vincenzo Li Muli. Desde hace años su hermana Maria Claudia mantiene vivo su recuerdo en las escuelas al igual que la asociación contra la mafia Libera.

## Memoria
Varias escuelas han recibido el nombre de Emanuela Loi en su honor, situadas en Génova, Sestu, Nettuno, Carbonia, Cefalù, Bagheria, Carini, Roma, Palermo y Mediglia (fracción de Bustighera).
También se le han dedicado calles y plazas con su nombre, en Battipaglia, Elmas, Sestu, Saben Esperadas, Monastir, Nuraminis, Quartu Santa Elena, Guspini, Puerto Torres, Usini, Villanova Monteleone, Stintino, Saben Severo, Busachi, Capoterra, Suelli, Olmedo, Iglesias, Altamura, Buonabitacolo, Nettuno, Pontedera, Castel Mayor, Orsenigo, Saben Giuseppe Jato, Catanzaro, Victoria, Gangi, Montemurlo, Montespertoli, Milazzo, Esterzili, Furtei, Leonforte, Barrali, Sabaudia, Manduria, Canosa de Puglia, Corato, Casorate Sempione, Ragusa, Cuneo, Peschiera del Garda, Casalpusterlengo, un parque en Ceranova, en la provincia de Pavia, a Sassari e Quattro Castella, un puente en Monserrato, La Spezia.
Zonas verdes públicas en Terni, Savigliano, Rivoli y Bari, un anfiteatro en el paseo marítimo Falcone y Borsellino en Lamezia Terme. También se le ha dedicado una estatua en el ayuntamiento de Ari, pequeño centro en la provincia de Chieti, que con sus estatuas (45) se le recuerda como Paese de la Memoria. Un jardín publico en Vimodrone (Milano) inaugurado el 6 de abril de 2019.
También un jardín publico inaugurado en Bari el 19 de julio de 2019. En ese mismo año, el ayuntamiento de Milán le pone su nombre a una calle.
En septiembre de 2019 en Lodi, se le dedica el parque infantil del barrio Campo di Marte. El 5 de octubre, se le dedica una plaza frente a una de las sedes de la Regione Marche en Ancona.
En memoria suya y de otras víctimas de la masacre de la calle D'Amelio, se le dedica una placa conmemorativa en Sesto San Giovanni.
El 19 de julio de 2021, en el barrio de Porta Fiorentina de Pisa se nombra Emanuela Loi a un jardín público en su recuerdo.

## Filmografía
- Gli angeli di Borsellino, dirigida por Rocco Cesareo – interpretada por Brigitta Boccoli (2003)
- Paolo Borsellino, dirigida por Gianluca Maria Tavarelli – interpretada por Elisabetta Balia (2004)
- Paolo Borsellino - I 57 giorni, dirigida por Alberto Negrin – interpretada por Silvia Francese (2012)
- Paolo Borsellino - Adesso tocca a me, dirigida por Francesco Miccichè (2017)
- Liberi sognatori - La scorta di Borsellino - Emanuela Loi , dirigida por Stefano Mordini y Pietro Valsecchi – interpretada por Greta Scarano (2018)

## Distinciones honoríficas
Medalla de oro al valor civil:
“Responsable del servicio de escolta del juez Paolo Borsellino, aunque consciente de los graves riesgos a los que estaba expuesta por el resurgimiento de los ataques contra representantes del Poder Judicial y de las Fuerzas Policiales, llevó a cabo su tarea con gran coraje y absoluta dedicación al deber. Salvajemente masacrada en una emboscada de índole mafiosa, sacrificaba su vida en defensa del Estado y las Instituciones. Palermo, 19 de julio de 1992".